# Walter Lozano
Walter Oscar Lozano (nacido el 9 de enero de 1967 en Ciudad de San Luis, provincia de San Luis) es un exfutbolista argentino. Jugaba de defensor y su primer club fue Independiente. Tiene 59 años.

## Carrera futbolística
Inició su carrera como futbolista en el año 1988 jugando para Independiente. Jugó para el club hasta 1990. En 1991, Walter continúa su carrera en Lafinur de San Luis, cuando en 1992 se va a España para jugar en UE Lleida. Jugó en ese equipo hasta 1993. En 1997 se transformó en el nuevo refuerzo de Real Valladolid, en donde finalmente se retira en el año 1998.

## Clubes
| Club                        | País      | Año       |
| --------------------------- | --------- | --------- |
| Laffinur                    | Argentina | 1986-1988 |
| Club Atlético Independiente | Argentina | 1988-1990 |
| UE Lleida                   | España    | 1992-1993 |
| Real Valladolid             | España    | 1990-1991 |